# Facultad de Ciencias Sociales y Humanas (Universidad de Antioquia)
La Facultad de Ciencias Sociales y Humanas de la Universidad de Antioquia se localiza en la ciudad de Medellín, Colombia. Es una unidad académica dedicada al estudio, la investigación, la producción, conservación y difusión de las disciplinas relacionadas con las ciencias sociales y las humanidades. Además, desarrolla programas académicos de formación en pregrado y posgrado y promueve actividades de investigación, docencia y extensión.
La Facultad se encuentra en de la Ciudad Universitaria, en el bloque 9 se concentra la mayor parte de sus actividades.

## Gobierno
La Facultad está administrada por un decano, quien representa al rector en la Facultad y es designado por el Consejo Superior Universitario para períodos de tres años. Existe un Consejo decisorio en lo académico y asesor en los demás asuntos. Está integrado así: el Decano, quien preside, El Vicedecano, quien actúa como Secretario con voz y sin voto, el Jefe del Centro de Extensión, los tres jefes de Departamento, un egresado graduado designado por las asociaciones de egresados y que no esté vinculado laboralmente con la Universidad para un período de dos años, un profesor elegido por los profesores de la Facultad en votación universal, directa y secreta para un período de un año y un estudiante elegido por los estudiantes de la misma en votación universal, directa y secreta para un período de un año. El elegido puede cumplir los requisitos del representante estudiantil ante el Consejo Superior

## Programas
Pregrado
- Antropología
- Historia
- Psicoanálisis
- Psicología
- Sociología
- Trabajo Social

Posgrado

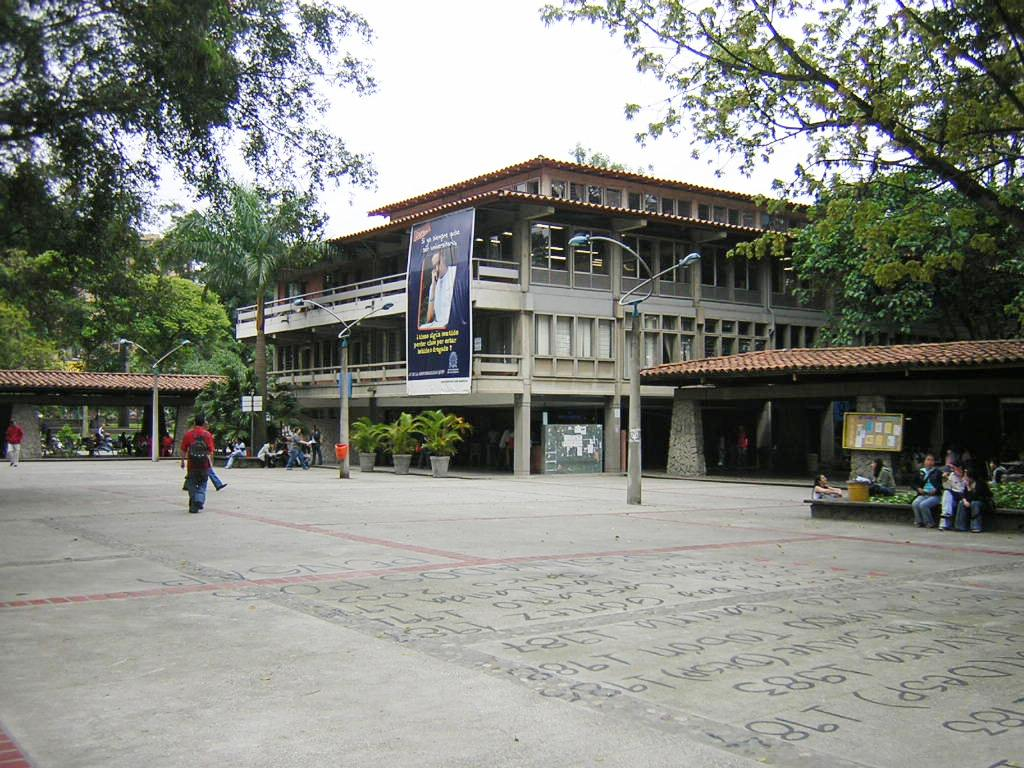
Bloque 9, sede de la Facultad.

- Maestría en Investigación Psicoanalítica
- Maestría en Estudios Bíblicos
- Especialización en Estudios sobre Juventud
- Especialización en Niños con énfasis en Psicoanálisis
- Especialización en Niños con énfasis en Psicología Clínica Cognitivo-Comportamental y Neuropsicología Infantil
- Especialización en Psicología Organizacional Investigación

## Publicaciones
- Red Vista - Departamento de Psicología
- Revista del Grupo de Investigación en Historia Social
- Revista Utopía Siglo XXI
- Revista Kábala Krótica

nnb